# Кристијан Рахимовски
Кристијан „Кики” Рахимовски (18. јул 1981) је хрватски певач. Познат је и као син бившег фронтмена чувене групе Парни ваљак, Акија Рахимовског.

## Биографија
Рођен је 18. јула 1981. године у Загребу. Каснијих година се сазнало да га је отац напустио када је имао 3 године. Једном је изјавио да никада нису имали класичан однос оца и сина, те да је однос са оцем није био тежак. Одрастао је у музичкој породици, цео живот је упућен на музику, и данас важи за један од најбољих вокала новије генерације у Хрватској.

## Фестивали

### Радијски фестивал
2009 - Да ми дају

### Сплит
- 2014 - Сјеверно
- 2015 - Богу хвала

### Загреб
2014 - Постоји ли мјесто, награда стручног жирија и победничка песма
2024 - То је живот без тебе

### CMC Festival-Водице
2014 - Корак прекратак
2023 - Главе тврдоглаве (дует са Тешком индустријом)

### Дора-избор за представника Хрватске на Еуросонгу
2021 - Запјевај, слобода је (са Тонијем Цетинским, 8. место)

### Београдско пролеће
Београдско пролеће 2022 - Атлантида, награда стручног жирија за најбољу композицију.
Београдско пролеће 2023 - Сузе небеске, награда за најбољу интерпретацију

## Дискографија
- 100 година (2016, Кроација рекордс)
- Стопала (Хит рекордс, 2019)